# Željeznička pruga Dumvar – Đikeniš
Željeznička pruga Dumvar - Đikeniš je željeznička prometna linija Mađarskih državnih željeznica (MÁV-a) br. 41. Prolazi područjem Južnog Zadunavlja.
Dužina dionice je 101 km, a širina tračnica je 1435 mm.
Ograničenje brzine na ovoj pruzi je 80 km/h. Strujni napon je 25 kV na 50 Hz.